# VDI 3415
Die Richtlinie VDI 3415 des Vereins Deutscher Ingenieure (VDI) empfiehlt ein sinnvolles Vorgehen für die Abnahme von Holzbearbeitungsmaschinen.

## Anwendungsbereich
Nach Montage einer Holzbearbeitungsmaschine ist eine systematische Untersuchung der Maschineneigenschaften, der Leistungen und der erzeugten Qualität zur Absicherung von Maschinenkäufer und -verkäufer sinnvoll. Die im Maschinenbau und insbesondere in der Automobilindustrie verwendeten Verfahren gehen weit über die Anforderungen der Holzbranche und der hier vorhandenen Möglichkeiten hinaus.
Die neue Branchenrichtlinie VDI 3415 Blatt 1 gibt praktische Hinweise für die Gestaltung des Projektablaufes der Maschinenbeschaffung und insbesondere der Abnahme. Für die Vorbereitung und Durchführung der Abnahme werden die Rahmenbedingungen beschrieben und Vorgehen empfohlen, die Lieferanten und Kunden gleichermaßen zufriedenstellen sollen. Es werden sinnvoll anzuwendende Kennwerte und deren Berechnung vorgeschlagen, typische Abnahmeszenarien sind beispielhaft beschrieben und im Anhang stehen Beispiele für Checklisten und Leistungskenngrößen bereit.
Das VDI 3415 Blatt 2 bietet statistische Methoden an, die ebenfalls auf die Bedürfnisse der Branche angepasst sind und damit für die meisten kleinen und mittleren Unternehmen handhabbar sein sollen.